# شاشیلوواتس
شاشیلوواتس (به صربی: Šašilovac) یک منطقهٔ مسکونی در صربستان است که در کروشواتس واقع شده‌است. شاشیلوواتس ۳۸۵ نفر جمعیت دارد.